# Campionato tunisino di pallavolo maschile
Il campionato tunisino di pallavolo maschile è un torneo per club della Tunisia ed è posto sotto l'egida della Federazione pallavolistica della Tunisia.
La massima serie del campionato è denominata Nationale A e la prima edizione è stata giocata nell'annata 1955-56. Tra i club più rappresentativi il Espérance de Tunis, il Club Sfaxien, il Étoile du Sahel, il AS La Marsa e il CO Kélibia.

## Albo d'oro della Nationale A
| Anno             | Podio                | Podio                | Podio              |
| Campione         | Seconda              | Terza                |                    |
| ---------------- | -------------------- | -------------------- | ------------------ |
| 1955-56 Dettagli | Herzellia Sports     | -                    | -                  |
| 1956-57 Dettagli | Alliance Sportive    | -                    | -                  |
| 1957-58 Dettagli | Alliance Sportive    | -                    | -                  |
| 1958-59 Dettagli | Étoile Goulettoise   | -                    | -                  |
| 1959-60 Dettagli | Alliance Sportive    | -                    | -                  |
| 1960-61 Dettagli | Étoile Goulettoise   | -                    | -                  |
| 1961-62 Dettagli | AS La Marsa          | -                    | -                  |
| 1962-63 Dettagli | AS La Marsa          | -                    | Espérance de Tunis |
| 1963-64 Dettagli | Espérance de Tunis   | -                    | -                  |
| 1964-65 Dettagli | Espérance de Tunis   | -                    | -                  |
| 1965-66 Dettagli | Espérance de Tunis   | -                    | -                  |
| 1966-67 Dettagli | Espérance de Tunis   | -                    | -                  |
| 1967-68 Dettagli | Espérance de Tunis   | -                    | -                  |
| 1968-69 Dettagli | Espérance de Tunis   | -                    | -                  |
| 1969-70 Dettagli | AS La Marsa          | -                    | -                  |
| 1970-71 Dettagli | AS La Marsa          | -                    | -                  |
| 1971-72 Dettagli | US Transport Sfax    | -                    | -                  |
| 1972-73 Dettagli | AS La Marsa          | -                    | -                  |
| 1973-74 Dettagli | ÉO Kram La Goletta   | -                    | -                  |
| 1974-75 Dettagli | AS La Marsa          | -                    | -                  |
| 1975-76 Dettagli | Espérance de Tunis   | -                    | -                  |
| 1976-77 Dettagli | Olympique de Kélibia | -                    | -                  |
| 1977-78 Dettagli | Espérance de Tunis   | -                    | -                  |
| 1978-79 Dettagli | Sfaxien              | Espérance de Tunis   | -                  |
| 1979-80 Dettagli | AS La Marsa          | -                    | -                  |
| 1980-81 Dettagli | Club Africain        | -                    | -                  |
| 1981-82 Dettagli | Sfaxien              | -                    | -                  |
| 1982-83 Dettagli | Club Africain        | -                    | -                  |
| 1983-84 Dettagli | Sfaxien              | -                    | -                  |
| 1984-85 Dettagli | Sfaxien              | Espérance de Tunis   | -                  |
| 1985-86 Dettagli | Sfaxien              | -                    | -                  |
| 1986-87 Dettagli | Sfaxien              | -                    | -                  |
| 1987-88 Dettagli | Sfaxien              | -                    | -                  |
| 1988-89 Dettagli | Club Africain        | -                    | -                  |
| 1989-90 Dettagli | Club Africain        | -                    | -                  |
| 1990-91 Dettagli | Club Africain        | -                    | -                  |
| 1991-92 Dettagli | Club Africain        | -                    | -                  |
| 1992-93 Dettagli | Espérance de Tunis   | -                    | -                  |
| 1993-94 Dettagli | Club Africain        | Espérance de Tunis   | -                  |
| 1994-95 Dettagli | Étoile du Sahel      | Espérance de Tunis   | -                  |
| 1995-96 Dettagli | Espérance de Tunis   | -                    | -                  |
| 1996-97 Dettagli | Espérance de Tunis   | -                    | -                  |
| 1997-98 Dettagli | Espérance de Tunis   | -                    | -                  |
| 1998-99 Dettagli | Espérance de Tunis   | -                    | -                  |
| 1999-00 Dettagli | Étoile du Sahel      | Espérance de Tunis   | Sfaxien            |
| 2000-01 Dettagli | Étoile du Sahel      | Sfaxien              | Espérance de Tunis |
| 2001-02 Dettagli | Étoile du Sahel      | Olympique de Kélibia | Sfaxien            |
| 2002-03 Dettagli | Olympique de Kélibia | Sfaxien              | Saydia             |
| 2003-04 Dettagli | Sfaxien              | Étoile du Sahel      | Saydia             |
| 2004-05 Dettagli | Sfaxien              | Olympique de Kélibia | Étoile du Sahel    |
| 2005-06 Dettagli | Étoile du Sahel      | Espérance de Tunis   | Saydia             |
| 2006-07 Dettagli | Espérance de Tunis   | Olympique de Kélibia | Sfaxien            |
| 2007-08 Dettagli | Espérance de Tunis   | Saydia               | Étoile du Sahel    |
| 2008-09 Dettagli | Sfaxien              | Étoile du Sahel      | Espérance de Tunis |
| 2009-10 Dettagli | Saydia               | Espérance de Tunis   | Sfaxien            |
| 2010-11 Dettagli | Étoile du Sahel      | Espérance de Tunis   | Saydia             |
| 2011-12 Dettagli | Étoile du Sahel      | Sfaxien              | Espérance de Tunis |
| 2012-13 Dettagli | Sfaxien              | Étoile du Sahel      | Espérance de Tunis |
| 2013-14 Dettagli | Étoile du Sahel      | Espérance de Tunis   | Sfaxien            |
| 2014-15 Dettagli | Espérance de Tunis   | Étoile du Sahel      | Sfaxien            |
| 2015-16 Dettagli | Espérance de Tunis   | Étoile du Sahel      | Sfaxien            |
| 2016-17 Dettagli | Étoile du Sahel      | Espérance de Tunis   | Sfaxien            |
| 2017-18 Dettagli | Espérance de Tunis   | Étoile du Sahel      | Sfaxien            |
| 2018-19 Dettagli | Espérance de Tunis   | Étoile du Sahel      | Sfaxien            |
| 2019-20 Dettagli | Espérance de Tunis   | Sfaxien              | Étoile du Sahel    |
| 2020-21 Dettagli | Espérance de Tunis   | Sfaxien              | Étoile du Sahel    |
| 2021-22 Dettagli | Espérance de Tunis   | Sfaxien              | Étoile du Sahel    |
| 2022-23 Dettagli | Espérance de Tunis   | Sfaxien              | Étoile du Sahel    |
| 2023-24 Dettagli | Espérance de Tunis   | Sfaxien              | Étoile du Sahel    |

## Edizioni per squadra
| # | Squadra              | Vittorie | Edizioni vinte |
| - | -------------------- | -------- | --- |
| 1 | Espérance de Tunis   | 24       | 1964, 1965, 1966, 1967, 1968, 1969, 1976, 1978, 1993, 1996, 1997, 1998, 1999, 2007, 2008, 2015, 2016, 2018, 2019, 2020, 2021, 2022, 2023, 2024 |
| 2 | Sfaxien              | 11       | 1979, 1982, 1984, 1985, 1986, 1987, 1988, 2004, 2005, 2009, 2013                                                                               |
| 3 | Étoile du Sahel      | 9        | 1995, 2000, 2001, 2002, 2006, 2011, 2012, 2014, 2017                                                                                           |
| 4 | AS La Marsa          | 7        | 1962, 1963, 1970, 1971, 1973, 1975, 1980 |
| 4 | Club Africain        | 7        | 1981, 1983, 1989, 1990, 1991, 1992, 1994 |
| 6 | ÉO Kram La Goletta   | 3        | 1959, 1961, 1974 |
| 6 | Alliance Sportive    | 3        | 1957, 1958, 1960 |
| 8 | Olympique de Kélibia | 2        | 1977, 2003 |
| 9 | US Tunisienne        | 1        | 1972 |
| 9 | Saydia               | 1        | 2010 |
| 9 | Herzellia Sports     | 1        | 1956 |